# Live Bird'65-'67
Live Bird'65-'67 es una recopilación de los mejores éxitos en vivo de The Trashmen durante la etapa final, entre el año 1965 y el año de la disolución por la invasión británica, en 1967.
Este trabajo en vivo, incluye entrevistas concedidas a los miembros de la banda menos al difunto batería, Steve Wahrer.

## Lista de canciones
1. "Let's Go Trippin'"
2. "Baja"
3. "Lovin' Up A Storm"
4. "Malagueña"
5. "Green Onions"
6. "Surfin' Bird"
7. "Henrietta" (bonus track)
8. "Rumble" (bonus track)
9. "Bird Dance Beat"
10. "King Of The Surf"
11. "Bob Reed Interview"
12. "Mashed Potatoes"
13. "Tony Andreason Interview"
14. "Ubangi Stomp"
15. "Dal Winslow Interview"
16. "Same Lines"
17. "Keep Your Hands Off My Baby"

## Miembros
- Tony Andreason - Voz, guitarra líder
- Dal Winslow - Voz, guitarra rítmica
- Bob Reed - Bajo
- Steve Wahrer (†1989) - Cantante, Batería (sustituido por Mark Andreason)

- Datos: Q9023086